# تامی برنز (بازیکن فوتبال)
تامی برنز (انگلیسی: Tommy Burns; ۱۶ دسامبر ۱۹۵۶ – ۱۵ مهٔ ۲۰۰۸) بازیکن و مربی فوتبال اهل اسکاتلند بود.
از باشگاه‌هایی که در آن بازی کرده است می‌توان به باشگاه فوتبال کیلمارنوک و باشگاه فوتبال سلتیک اشاره کرد.
وی همچنین در تیم‌های ملی فوتبال زیر ۲۱ سال اسکاتلند و اسکاتلند بازی کرده است.